# Oxytorus montanus
Oxytorus montanus är en stekelart som först beskrevs av Setsuya Momoi 1965.  Oxytorus montanus ingår i släktet Oxytorus och familjen brokparasitsteklar. Inga underarter finns listade i Catalogue of Life.